# Де Йонг, Летиция
Джоанна Летиция де Йонг (нидерл. Johanna Letitia de Jong; род. 5 марта 1993, Венвауден, Фрисландия) — нидерландский конькобежец; двукратная чемпионка мира на отдельных дистанциях, двукратная серебряная призёр чемпионата Европы.

## Биография
Летиция де Йонг хотела научиться кататься на коньках по натуральному льду и поэтому занялась конькобежным спортом. Начала участвовать в детских соревнованиях в 13 лет, а в 2008 году выиграла свой первый подиум, заняв 3-е место на юниорском чемпионате Нидерландов по спринтерскому многоборью. В 2010 году она выиграла чемпионат Нидерландов в многоборье, а также чемпионат по одиночным дистанциям в забегах на 500 и 1000 метров. В последующие годы Летиция постоянно была в призах на национальных первенствах среди юниоров.
С 2016 года у неё был поражённый бурсит в бедре, и за 4 года у неё 6 раз возникали проблемы с травмой. В 2020 году она пропустила даже чемпионат Нидерландов по дистанционным гонкам и решила лечить травму с помощью инъекций, а не хирургическими вмешательствами.
Первых успехов на международном уровне де Йонг достигла в 2018 году на чемпионате Европы в Коломне, на котором она заняла 2-е место в командном спринте. Через две недели она одержала уверенную победу в спринтерском многоборье на национальном чемпионате Нидерландов, а в марте на чемпионате мира в спринтерском многоборье в Чанчуне заняла 8-е место по сумме 4-х гонок.
В 2019 году Летиция де Йонг участвовала на национальном чемпионате в спринтерском многоборье и заняла 2-е место в сумме, а на отдельных дистанциях поднялась на 2-е место в беге на 500 метров. На чемпионате Европы в спринтерском многоборье в Италии голландка заняла 6-е место, в феврале на чемпионате мира на отдельных дистанциях в Инцелле выиграла свой первый титул чемпионки мира в командном спринте.
В 2020 году де Йонг продолжила брать медали. На домашнем чемпионате Европы в Херенвене она вновь стала серебряным призёром в командном спринте. Через месяц на чемпионате мира в Солт-Лейк-Сити 27-летняя конькобежка завоевала очередную золотую медаль в командном спринте. В том же году она выиграла чемпионат Нидерландов в спринте. До конца 2021 года она проходила реабилитацию, после чего пошла на поправку.

## Личная жизнь
Летиция де Йонг получила степень магистра экономики, политики и права в области здравоохранения в Университете Эразмус в Роттердаме. Она также изучала исследования в области здравоохранения в Университете Гронингена. Летиция в отношениях с 2017 года в знаменитой олимпийской чемпионкой из Нидерландов Ирен Вюст, а в 2019 году они объявили о своей помолвке и переносили свою свадьбу четыре раза, в значительной степени из-за пандемии. Они намерены были пожениться летом 2022 года.